# Ján Križko
Ján Križko (* 1. prosince 1955) je bývalý slovenský fotbalista, útočník. Po skončení aktivní kariéry se věnuje trénování, v roce 2008 vedl muže Trenčianské Teplé. Jeho synem je fotbalista Juraj Križko.

## Fotbalová kariéra
V československé lize hrál za Jednotu Trenčín. Nastoupil v 19 ligových utkáních. Gól v lize nedal. V nižší soutěži hrál i za Spartak ZŤS Dubnica nad Váhom.

## Ligová bilance
| Ročník                                      | Zápasy | Góly | Minuty | Klub                          |
| ------------------------------------------- | ------ | ---- | ------ | ----------------------------- |
| 1. československá fotbalová liga 1976/77    | 17     | 0    | 689    | Jednota Trenčín               |
| 1. československá fotbalová liga 1977/78    | 2      | 0    | 23     | Jednota Trenčín               |
| 1. slovenská národní fotbalová liga 1981/82 | 26     | 1    | –      | Spartak ZŤS Dubnica nad Váhom |
| 1. slovenská národní fotbalová liga 1982/83 | 29     | 2    | –      | Spartak ZŤS Dubnica nad Váhom |
| 1. slovenská národní fotbalová liga 1983/84 | 27     | 5    | –      | Spartak ZŤS Dubnica nad Váhom |
| 1. slovenská národní fotbalová liga 1984/85 | 30     | 5    | –      | Spartak ZŤS Dubnica nad Váhom |
| 1. slovenská národní fotbalová liga 1985/86 | 23     | 1    | –      | Spartak ZŤS Dubnica nad Váhom |
| 1. slovenská národní fotbalová liga 1986/87 | 8      | 1    | –      | Spartak ZŤS Dubnica nad Váhom |
| CELKEM 1. liga                              | 19     | 0    | 712    |                               |